# Defesa da Grande Muralha
A defesa da Grande Muralha (1 de janeiro - 31 de maio de 1933) foi uma campanha entre os exércitos da República da China e do Império do Japão, que ocorreu antes da Segunda Guerra Sino-Japonesa oficialmente iniciada em 1937 e após a invasão japonesa da Manchúria em 1931. É conhecido em japonês como Operação Nekka (熱河作戰, Nekka Sakusen)  e em muitas fontes inglesas como a Primeira Batalha de Hopei.
Durante esta campanha, o Japão capturou com sucesso a província de Rehe, na Mongólia Interior, do senhor de guerra chinês Zhang Xueliang, e a incorporou ao recém-criado estado de Manchukuo, cuja fronteira sul foi assim estendida até a Grande Muralha da China.

## Batalha da Passagem de Shanhai
Shanhaiguan é o extremo leste fortificado da Grande Muralha da China, onde a Grande Muralha encontra o oceano. De acordo com os termos do acordo da Rebelião dos Boxers de 1901, o Exército Imperial Japonês manteve uma pequena guarnição de cerca de 200 homens em Shanhaiguan. Na noite de 1 de janeiro de 1933, o comandante da guarnição japonesa encenou um "incidente" explodindo algumas granadas de mão e disparando alguns tiros. O Exército de Guangdong usou isso como desculpa para exigir que o 626º Regimento Chinês do Exército do Nordeste, guardando Shanhaiguan, evacuasse as defesas da passagem.
Quando a guarnição chinesa recusou, a 8ª Divisão japonesa emitiu um ultimato e, em seguida, atacou a passagem com o apoio de 4 trens blindados e 10 tanques. O ataque japonês foi auxiliado por apoio aéreo aproximado de bombardeiros e por bombardeios de navios de guerra da 2ª Frota IJN da Marinha Imperial Japonesa com uma dúzia de navios de guerra no mar. Em 3 de janeiro, o comandante do regimento chinês Shi Shian, incapaz de resistir a este ataque, foi forçado a evacuar de suas posições depois de perder metade de sua força.

## Batalha de Rehe
A província de Rehe, no lado norte da Grande Muralha, foi o próximo alvo. Declarando que a província era historicamente uma parte da Manchúria, o exército japonês inicialmente esperava protegê-la através da deserção do general Tang Yulin para a causa Manchukuo. Quando isso falhou, a opção militar foi posta em ação. O chefe do Estado-Maior do exército japonês solicitou a sanção do imperador Hirohito para a 'operação estratégica' contra as forças chinesas em Rehe. Esperando que fosse a última das operações do exército na área e que findaria à questão da Manchúria, o imperador aprovou, afirmando explicitamente que o exército não deveria ir além da Grande Muralha. Em 23 de fevereiro de 1933, a ofensiva foi lançada. Em 25 de fevereiro, Chaoyang e Kailu foram capturadas. Em 2 de março, a 4ª Brigada de Cavalaria japonesa encontrou resistência das forças de Sun Dianying e, após dias de luta, tomou Chifeng. Em 4 de março, a cavalaria japonesa e a 1ª Companhia de Tanques Especiais tomaram Chengde a capital de Rehe.
Recuando de Rehe, o 32º Corpo de Wan Fulin recuou para Passagem de Lengkou, enquanto o 29º Corpo do General Song Zheyuan também recuou, a 37ª Divisão de Zhang Zuoxiang recuou para Passagem de Xifengkou, a 25ª Divisão do General Guan Linzheng para o Passagem de Gubeikou.
Em 4 de março, a 139ª Divisão do 32º Corpo do KMT conseguiu manter a passagem de Lengkou e, em 7 de março, o 67º Corpo do KMT resistiu aos ataques da 16ª Brigada da 8ª Divisão japonesa, na passagem de Gubeikou.
Em 9 de março, Chiang Kai-shek manteve discussões com Zhang Xueliang em Baoding sobre a resistência à invasão japonesa. Chiang Kai-shek começou a realocar suas forças para longe de sua campanha contra o Soviete de Jiangxi, que incluiria as forças de Huang Jie, Xu Tingyao e Guan Linzheng. Chiang Kai-shek também chamou o 7º Corpo de Fu Zuoyi de Suiyuan. No entanto, suas ações chegaram tarde demais e os reforços foram insuficientes para impedir o avanço japonês.
Em 11 de março, as tropas japonesas avançaram até a Grande Muralha. Em 12 de março, Zhang Xueliang renunciou ao cargo para He Yingqin, que, como o novo líder do Exército do Nordeste, recebeu o dever de garantir posições defensivas ao longo da Grande Muralha.

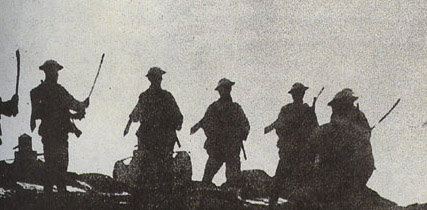
Soldados chineses armados com dadaos

Mais de vinte ataques próximos foram lançados, com soldados do Exército do Noroeste armados com espadas os repelindo. No entanto, em 21 de março, os japoneses tomaram o Passe Yiyuankou. O 29º Corpo do KMT foi evacuado do Passe Xifengkou em 8 de abril. Em 11 de abril, as tropas japonesas retomaram a passagem de Lengkou depois de dezenas de lutas de gangorra pelas defesas da passagem e as forças chinesas em Jielingkou abandonaram essa passagem. O exército chinês estava significativamente desarmado em comparação com os japoneses e muitas unidades estavam equipadas predominantemente com revólveres, granadas de mão e espadas tradicionais chinesas com suprimentos limitados de morteiros de trincheira, metralhadoras pesadas, metralhadoras leves e rifles. Derrotado pelo esmagador poder de fogo japonês, em 20 de maio, o exército chinês recuou de suas posições restantes na Grande Muralha.
Embora o Exército Revolucionário Nacional (NRA) tenha sofrido derrota no final, várias unidades individuais da NRA, como o pelotão He Zhuguo, conseguiram adiar o exército japonês mais bem equipado por até três dias antes de serem invadidos. Algumas divisões da NRA também conseguiram vitórias menores em passagens como Xifengkou e Gubeikou usando as muralhas para mover soldados de um setor para outro na Grande Muralha, assim como os soldados da dinastia Ming antes deles.

## Consequências
Em 22 de maio de 1933, representantes chineses e japoneses se reuniram em Tanggu, Tianjin, para negociar o fim do conflito. A Trégua Tanggu resultante criou uma zona desmilitarizada que se estendeu cem quilômetros ao sul da Grande Muralha, na qual o exército chinês foi proibido de entrar, reduzindo assim a segurança territorial da China propriamente dita, enquanto os japoneses foram autorizados a usar aeronaves de reconhecimento ou unidades terrestres para certifique-se de que os chineses cumpriram. Além disso, o governo chinês foi forçado a reconhecer a independência de fato de Manchukuo e a perda de Rehe.

### Mapas topográficos
- Cheng-te nk50-11 SW Jehol Province, SE Chahar Province, NW Hebei Province (norte de Pequim, Gubeikou Pass)
- Lin-yu nk50-12 S Jehol Province, NE Província de Hebei, Grande Muralha até a área do alto rio Luan de Shanhaikuan
- Área do Rio Ch'ang-Li nj50-4 NE Hebei Luan

### Citações
- Guo, Rugui (2005).  《中国抗日战争正面战场作战记》 [China's Anti-Japanese War Combat Operations] (em chinês). [S.l.]: Jiangsu People's Publishing House. ISBN 7-214-03034-9
- Young, Louise (1999). Japan's Total Empire: Manchuria and the Culture of Wartime Imperialism. [S.l.]: University of California Press. ISBN 0-520-21934-1